# II Всеросійський з'їзд Рад робітничих і солдатських депутатів
Другий Всеросійський з'їзд Рад робітничих і солдатських депутатів, 25 жовтня — 27 жовтня (7 листопада- 9 листопада) 1917 року, Смольний, Петроград.
З'їзд відкрився 25 жовтня (7 листопада) о 22:40, у розпал Жовтневої революції, в ньому взяли участь багато делегатів, які прибули з місць.

## Учасники
З 1429 рад, які існували в цей час в Росії, на з'їзді було представлено 402 Ради: з них 195 об'єднаних Рад робітничих і солдатських депутатів, 119 Рад робітничих і солдатських депутатів, за участю селянських депутатів, 46 Рад робітничих депутатів, 22 Ради солдатських і матроських депутатів, 19 Рад селянських депутатів і 1 Рада козацьких депутатів .
За даними бюро всіх фракцій, до відкриття з'їзду налічувалося 649 делегатів, з них: 390 більшовиків, 160 есерів, 72 меншовики, 14 об'єднаних інтернаціоналістів, 6 меншовиків-інтернаціоналістів, 7 українських соціалістів. До кінця з'їзду, після відходу правих соціалістів і з прибуттям нових делегатів, налічувалося 625 чоловік, з них: 390 більшовиків, 179 лівих есерів, 35 об'єднаних інтернаціоналістів, 21 український соціаліст.

## Результат з'їзду
Виступаючи на II з'їзді Рад, Ленін проголосив: «Соціалістична революція, про необхідність якої стільки говорили більшовики, відбулася». II З'їзд Рад схвалив повалення більшовиками Тимчасового уряду. Спираючись «на волю величезної більшості робітників, солдатів і селян, на сталося в Петрограді переможне повстання робітників і гарнізону», з'їзд оголосив про взяття російської влади в свої руки. II З'їзд Рад сформував уряд — Раду Народних Комісарів на чолі з Леніном, склад якого через відмову лівих есерів увійшли тільки більшовики. З'їзд передав владу на місцях Радам робітничих, солдатських і селянських депутатів.
Контроль за діяльністю нового уряду і право зміщення народних комісарів були надані з'їзду Рад робітничих, селянських і солдатських депутатів і обраному ним ЦВК. Серед 100 членів нового ЦВК (частіше іменується ВЦВК) було 62 більшовика і 29 лівих есерів. Головою ВЦВК став Л. Б. Камєнєв.

## Рішення з'їзду
З'їзд, зокрема, ухвалив:
- Звернення «Робітникам, солдатам і селянам!», в якому говорилося, що з'їзд бере владу у свої руки, а на місцях вся влада переходить до Рад робітничих, солдатських і селянських депутатів, які і повинні забезпечити справжній революційний порядок
- Декрет про мир
- Декрет про землю
- Декларацію прав народів Росії
- Декрет про скасування смертної кари (13 червня 1918 смертну кару в Росії було офіційно відновлено).